# Пајн Блаф (Вајоминг)
Пајн Блаф (енгл. Pine Bluffs) град је у америчкој савезној држави Вајоминг.

## Демографија
По попису из 2010. године број становника је 1.129, што је 24 (-2,1%) становника мање него 2000. године.
| Група             | 2000.         | 2010.       |
| Белци             | 1.059 (91,8%) | 974 (86,3%) |
| Афроамериканци    | 2 (0,2%)      | 2 (0,2%)    |
| Азијати           | 2 (0,2%)      | 4 (0,4%)    |
| Хиспаноамериканци | 79 (6,9%)     | 125 (11,1%) |
| Укупно            | 1.153         | 1.129       |